# Tomo Barlecaj
Tomo Barlecaj (* 6. Juli 1982 in Vukovar) ist ein ehemaliger kroatischer Fußballspieler.

## Karriere
Der albanischstämmige Barlecaj wurde in Vukovar, einer Kleinstadt an der Donau und damit an der Grenze zur SR Serbien, geboren. Während des Kroatienkriegs zu Beginn der Neunzigerjahre kam er zu Verwandten in den Norden, wo er in Rovinj auf der istrischen Halbinsel mit 13 Jahren Fußball zu spielen begann. Mit 16 Jahren wechselte er vom NK Rovinj in die Jugendabteilung von Dinamo Zagreb. Als ihm mit 21 Jahren ein Vertrag angeboten wurde und er mit diesem nicht einverstanden war, kehrte er nach Rovinj zurück.
Dort wollte er eigentlich studieren, nahm jedoch dann ein Angebot des NK Pomorac Kostrena an. Beim Verein aus einem Vorort von Rijeka konnte er sich als stärkster Stürmer der Vorrunde profilieren.
Durch seinen Onkel kam er 2006 zum Probetraining beim FC Schaffhausen, da dieser jedoch kurz zuvor Pascal Renfer vom FC Winterthur verpflichtet hatte, wurde er vom Schaffhauser Trainer Jürgen Seeberger an den FC Winterthur weiterempfohlen, die nach den Abgängen von Renfer und Bengondo Verstärkung im Sturm brauchen konnten, wo er dann zunächst mit einem Zweijahresvertrag verpflichtet wurde. Am 23. September 2006 schoss er dabei beim 6:1-Sieg Winterthurs gegen die SR Delémont insgesamt fünf Tore, ein seit der Gründung der Challenge League 2003 bis heute (Stand: 17. Oktober 2023) bestehender Ligarekord. Nachdem Boro Kuzmanovic in Winterthur die Nachfolge von Matthias Walther angetreten hatte, erhielt er jedoch unter dem neuen Trainer im Sommer 2009 keinen neuen Vertrag mehr und musste Winterthur verlassen. Er war zwar in der Saison 2008/09 der beste Winterthurer Torschütze, jedoch war er gemäß Landboten als Routinier nicht die erhoffte Stütze und konnte sein Können in entscheidenden Situationen zu wenig ausspielen. Während seiner Zeit in Winterthur schoss er in 83 Ligaspielen insgesamt 31 Tore.
Nach Winterthur wechselte Barlecaj zum israelischen Erstligisten Hapoel Petach Tikwa, wo er jedoch lediglich zu zwei Einsätzen kam.
Daher wechselte er noch in der Winterpause zurück in sein Heimatland und spielte während eines Jahres bei seinem Jugendverein NK Rovinj in der dritthöchsten kroatischen Liga. Nach Rovinj versuchte er erneut in der Schweiz Fuß zu fassen, jedoch dieses Mal beim Amateurverein FC Dietikon. Dies scheiterte jedoch an einer fehlenden Arbeitsbewilligung für die vom Verein vermittelte Arbeitsstelle, da Kroatien erst 2013 Mitglied der EU wurde und eine Anstellung als Fußballspieler für einen Amateurverein nicht erlaubt war. Als es in der Schweiz nicht klappte, spielte er in Kroatien während einer Saison beim Zweitligisten NK Croatia Bogdanovci und danach während vier Jahren wieder für den NK Rovinj, nach einem Abstieg der Mannschaft zuletzt nur noch in der vierthöchsten Liga. Im Frühling 2014 hatte er eine kurzes Gastspiel beim GD Interclube in der höchsten Liga Angolas, der zu dieser Zeit von seinem ehemaligen Trainer bei Rovinj, Mirsad Omerhodžić, trainiert wurde. 2015 kehrte er dann erneut in die Schweiz zurück, wo er zuletzt noch in der Saison 2015/16 beim Amateurclub AS Calcio Kreuzlingen (2. Liga) spielte.